# Бял извор (област Стара Загора)
 За другото българско село с име Бял извор вижте Бял извор (Област Кърджали).  
Бял извор е село в Южна България. То се намира в община Опан, област Стара Загора.

## История
Старо име – Акбунар
Религии Християнство